# ワンステップフェスティバル
ワン・ステップ・フェスティバル（英: ONE STEP FESTIVAL）は、「市制50周年記念・新しい未来への祭り…緑と広場そして大きな夢」をスローガンに、1974年7月31日から8月10日まで福島県郡山市にて開催されたフェスティバルである。

## 内容
花火大会や子供祭りなど様々な催しが含まれ、ロック・コンサートは8月4・5日および8～10日に開成山公園内の総合陸上競技場で行われた。本来は7日にも行われる予定であったが、荒天のために中止となった。また、計画当初は6日もコンサートの日程に組み込まれていたが、最終的には植樹祭と清掃作業に充てられることになった。規模を縮小して翌年も開催された（詳細は後述）。

## 概要
郡山の実業家である佐藤三郎が、ハワイで観た映画『ウッドストック/愛と平和と音楽の三日間』に触発され、実行委員長を務めた。
イベントのプロデュースは内田裕也と石坂敬一で、合言葉は“街に緑を！若者に広場を！そして大きな夢を！”だった。
国内で活動している30組以上のミュージシャンに加え、国外からはクリス・クリストファーソン＆リタ・クーリッジ夫妻（後に離婚）やオノ・ヨーコも参加し、日本最大のロック・フェスティバルと呼ばれた。
フェスティバル中（8月9日）にリチャード・ニクソン大統領の辞任が報じられ、会場は盛り上がった。

## 出演者
五十音順。
- あんぜんBAND[2][3]
- イエロー
- 異邦人
- ウエスト・ロード・ブルース・バンド
- 上田正樹&サウス・トゥ・サウス
- 内田裕也&1815ロックンロール・バンド
- エディ藩&オリエント・エキスプレス
- オリジナル・ザ・ディラン
- 加藤和彦&サディスティック・ミカ・バンド
- かまやつひろし&オレンジ
- 神無月[4][5]
- キャロル
- クリエイション
- クリス・クリストファーソン&リタ・クーリッジ
- Grape Jam[6][7]
- 外道
- 沢田研二&井上堯之バンド
- サンハウス
- ジャンボマックス
- シュガー・ベイブ
- ジュリエット[8][9]
- センチメンタル・シティ・ロマンス
- ソウルパワー[10][11]
- ダウン・タウン・ブギウギ・バンド
- 陳信輝[12]グループ
- つのだひろ&スペース・バンド
- デイヴ平尾&ゴールデン・カップス
- 寺田十三夫と信天翁
- トランザム
- 南無[13][14]
- はちみつぱい
- VSOP[15][16]
- ブルースハウス・ブルースバンド[17][18]
- マザーハウス・ブルースバンド[19][20]
- ミッキー吉野グループ
- 宮下フミオ&フレンズ
- めんたんぴん
- 宿屋の飯盛[21][22]
- ヨーコ・オノ&プラスチック・オノ・スーパー・バンド
- 四人囃子
- ラブ（LOVE）[23][24]

### 未出演者
Char・金子マリ・鳴瀬喜博らがいたプロデビュー前のスモーキー・メディスン、遠藤賢司、南正人、頭脳警察の出演も事前に告知されていたが、夫々の事情で出演しなかった（スモーキー・メディスンはバンド自体が解散してしまった）。ロバータ・フラックや久保田麻琴についても出演した記録が無い。
※ロバータ・フラックについては、ポスターやチケットに名前が印刷されていたが出演せず（写真・映像・音声といった記録や「見た」という証言が一切無い）、実際には（恐らく彼女の代役として）クリス・クリストファーソン＆リタ・クーリッジが出演した。二人の名前はポスターやチケットには印刷されていなかったが、当日販売されたパンフレットだけには写真付きで大きく印刷されていた。久保田麻琴については、インターネット上において出演者の一人として書かれていることがあるが、こちらも出演に関する記録や証言が一切無い。これはこのページ（ウィキペディア）の責任が大きい。2023年までは出演者リストに久保田の名前が入っていたので、それが広まってしまった可能性が高い。ちなみに、りりィも長らく出演者としてリストに入っていた。りりィと久保田は、中止となった7日に出演予定だった可能性もあるが、いずれにしても出演していないことに変わりはない。

## その後

### 空飛ぶカーニバル / One Step Festival II
翌1975年8月10日、同じスタッフと主旨によるフェスティバル「空飛ぶカーニバル / One Step Festival II」が郡山総合体育館で開催された。これは、同年に内田裕也のプロデュースによってジェフ・ベック、ニューヨーク・ドールズ、カルメン・マキ&OZらが参加して日本全国5カ所（8月3日の札幌、7日の東京など）で行われた「ワールド・ロック・フェスティバル」の最終公演（9日の仙台）の翌日に当たる。内田裕也＆悠木千帆（後の樹木希林）、ジョー山中、クリエイション、四人囃子、ダウン・タウン・ブギウギ・バンド、イエロー、ハルヲフォン、OH! MAN GO、タージ・マハル旅行団が出演。さらに引田天功（初代）のショウや手塚治虫のアニメ上映なども行われた。
なお告知用のポスターは、1975年9月から「ぴあ」の表紙に起用される及川正通（自身のバンド、OH! MAN GOで出演）が手掛けた。

### 2001年ワンステップへの旅
2001年、福島県須賀川市で開催された「うつくしま未来博」において、8月30日 - 31日の2日間、「2001年ワンステップへの旅 in うつくしま未来博〜STEP BY ONE STEP」と題されたライブステージが開催された。1974年の同イベントを振り返ることが目的で、オノ・ヨーコのビデオレターが流されたほか、各日バンドがステージに立った。
- 8月30日出演バンド
  - ワンステップスーパーバンド
  - エディ藩
  - ジョー山中＆ミッキー吉野
  - 上田正樹
- 8月31日出演バンド
  - 黒沢健一バンド
  - シーナ&ザ・ロケッツ
  - 四人囃子

### メディア化
2005年1月22日、ディスクユニオンのインディーズ・レーベル「DEAD FLOWER」より、4枚組CD-BOXが発売され、すぐさま完売となった。
2013年3月20日、テイチクエンタテインメントより、同CD-BOXにイベントの模様を収録したDVDを追加した、5枚組BOXセット『ONE STEP FESTIVAL SPECIAL BOX』として限定復刻された。なお、インディーズ盤初回プレスの挿入歌「ロックンロールバカ？」は、セカンドプレス分より諸事情のため削除されており、復刻版にも収録されていない。
2017年12月20日、ディスクユニオンのレーベル「SUPER FUJI DISCS」より、21枚組CD-BOX『ONE STEP FESTIVAL 永久保存盤』発売。出演全41組のうち37組の音源を収録し、うち30組は演奏全曲がほぼノーカットで収録されている。
2022年、最終日8月10日のトリに出演したヨーコ・オノ＆プラスティック・オノ・スーパー・バンドの音源が「Let's Have a Dream -1974 One Step Festival Special Edition-」として8月24日にLPで、10月28日にCDで発売。
2024年8月21日、ライヴマスター音源（6ミリ・オープンリール）から、2024年最新リマスタリングでこれまでにない画期的な仕上がりで、全出演者41組のうち36組を3枚のCD（＋映像DVD）に編集した50周年記念エディション「One Step Festival 50th Anniversary Edition」が発売された。
| 発売日         | タイトル | レーベル                   | 規格         | 規格品番      |
| -------------- | --- | -------------------------- | ------------ | ------------- |
| 2005年1月22日  | ONE STEP FESTIVAL | DEAD FLOWER                | 3CD          | JRDF-0008～10 |
| 2005年3月5日   | ONE STEP FESTIVAL 1974 | DEAD FLOWER                | DVD          | JRDF-0012     |
| 2012年12月21日 | フロム･ワンステップ･フェスティバル 1974.8.5ライヴ+蔵出しダウン･タウン･ブギウギ･バンド オフィシャル･ブートレッグ～スペシャル･エディション～ | テイチクエンタテインメント | 3CD+DVD      | TECS-65571    |
| 2013年3月20日  | ONE STEP FESTIVAL SPECIAL BOX | テイチクエンタテインメント | 4CD+DVD      | TECS-12601    |
| 2017年12月20日 | ONE STEP FESTIVAL 永久保存盤 | SUPER FUJI DISCS           | 21枚組CD-BOX | FJSP-288      |
| 2018年11月21日 | 1974 One Step Festival CREATION+YUYA UCHIDA / クリエーション＋内田裕也                                                                     | SUPER FUJI DISCS           | CD           | FJSP-358      |
| 2018年11月21日 | 1974 One Step Festival SADISTIC MIKA BAND / サディスティック・ミカバンド                                                                   | SUPER FUJI DISCS           | CD           | FJSP-359      |
| 2018年11月28日 | 1974 One Step Festival YONINBAYASHI / 四人囃子                                                                                             | SUPER FUJI DISCS           | CD           | FJSP-360      |
| 2019年3月6日   | 1974 One Step Festival KENJI SAWADA & TAKAYUKI INOUE BAND / 沢田研二＆井上堯之バンド                                                       | SUPER FUJI DISCS           | CD           | FJSP-369      |
| 2019年3月6日   | 1974 One Step Festival HIROSHI KAMAYATSU & ORANGE / かまやつひろし＆オレンジ                                                               | SUPER FUJI DISCS           | CD           | FJSP-370      |
| 2019年3月6日   | 1974 One Step Festival UEDA MASAKI & SOUTH TO SOUTH / 上田正樹＆サウス・トゥ・サウス                                                       | SUPER FUJI DISCS           | CD           | FJSP-371      |
| 2019年3月6日   | 1974 One Step Festival GEDO / 外道 | SUPER FUJI DISCS           | CD           | FJSP-372      |
| 2019年4月24日  | 1974 One Step Festival YELLOW / イエロー                                                                                                   | SUPER FUJI DISCS           | CD           | FJSP-373      |
| 2019年4月24日  | 1974 One Step Festival EDDIE BAN & ORIENT EXPRESS / エディ藩＆オリエントエクスプレス                                                       | SUPER FUJI DISCS           | CD           | FJSP-374      |
| 2019年4月24日  | 1974 One Step Festival TSUNODAHIRO & THE SPACE BAND / つのだひろ＆スペースバンド                                                           | SUPER FUJI DISCS           | CD           | FJSP-375      |
| 2019年4月24日  | 1974 One Step Festival MICIKIE YOSHINO GROUP / ミッキー吉野グループ                                                                        | SUPER FUJI DISCS           | CD           | FJSP-376      |
| 2019年12月18日 | 1974 One Step Festival SUNHOUSE / サンハウス                                                                                               | SUPER FUJI DISCS           | CD           | FJSP-379      |
| 2019年12月18日 | 1974 One Step Festival MENTANPIN / めんたんぴん                                                                                            | SUPER FUJI DISCS           | CD           | FJSP-380      |
| 2019年12月18日 | 1974 One Step Festival Sentimental City Romance + Hachimitsupai / センチメタルシティロマンス＋はちみつぱい                                 | SUPER FUJI DISCS           | CD           | FJSP-381      |
| 2022年8月24日  | YOKO ONO & PLASTIC ONO SUPER BAND - Let's Have a Dream -1974 One Step Festival Special Edition-                                            | SUPER FUJI DISCS           | CD           | FJSP-470      |
| 2022年10月28日 | YOKO ONO & PLASTIC ONO SUPER BAND - Let's Have a Dream -1974 One Step Festival Special Edition-                                            | SUPER FUJI DISCS           | LP           | FJSP-471      |
| 2024年5月22日  | 空飛ぶカーニバル One Step FestivalⅡ | SUPER FUJI DISCS           | 2CD          | FJSP-499      |
| 2024年8月21日  | One Step Festival 50th Anniversary Edition                                                                                                 | SUPER FUJI DISCS           | 3CD+DVD      | FJSP-504      |